# 村上圭子
村上 圭子（むらかみ けいこ、1957年6月23日 - ）は、日本の地方公務員。京都市産業観光局長等を経て、女性初の京都市副市長。

## 人物・経歴
- 福岡県北九州市出身[1]。
- 1980年3月、神戸大学経営学部卒業。
- 1983年4月、京都市採用。
- 2002年4月、総合企画局政策推進室政策企画課担当課長。
- 2005年4月、産業観光局商工部商業振興課長。
- 2007年4月、下京区副区長[2]。
- 2010年4月、環境政策局地球温暖化対策室担当部長。
- 2011年4月、産業観光局観光政策監。
- 2014年4月、産業観光局長。
- 2016年4月、産業戦略監[2]。
- 2017年4月、京都市副市長（京都市初の女性副市長[3]）。
- 住宅宿泊事業法や改正旅館業法の施行を受け、違法民泊への指導強化などを進めた[4]。2021年3月退任。